# Mérilheu
Mérilheu är en kommun i departementet Hautes-Pyrénées i regionen Occitanien i sydvästra Frankrike. Kommunen ligger i kantonen Bagnères-de-Bigorre som tillhör arrondissementet Bagnères-de-Bigorre. År 2022 hade Mérilheu 232 invånare.

## Befolkningsutveckling
Antalet invånare i kommunen Mérilheu
| Referens: INSEE |